# Doras zuanoni
Doras zuanoni es una especie de peces de la familia Doradidae en el orden de los Siluriformes.

## Hábitat
Es un pez de agua dulce  y de clima tropical.

## Distribución geográfica
Se encuentran en Sudamérica: río Araguaia ( cuenca del río Tocantins ).